# River Piddle
River Piddle är ett vattendrag i Storbritannien.   Det ligger i riksdelen England, i den södra delen av landet, 160 km sydväst om huvudstaden London.